# Filosemitismo
Il filosemitismo è un atteggiamento culturale caratterizzato da interesse e rispetto per la cultura e il popolo ebraico, per il loro significato storico e per l'impatto, da essi giudicato positivo, che il Giudaismo ha avuto sul mondo occidentale con il quale è venuto a contatto attraverso la diaspora.
Il termine si riferisce generalmente a un atteggiamento che coinvolge i gentili; il suo uso all'interno della comunità ebraica, intende invece generalmente sottolineare l'importanza e l'amore per tutto ciò che la cultura ebraica è e rappresenta .

## Filosemitismo nella storia
Ampie tracce di "filosemitismo" si trovano nella storia culturale europea, fin dall'antichità.

### Antica Grecia

#### Pitagora
Riguardo ad un atteggiamento filosemita, le attestazioni di interesse verso il mondo ebraico rimandano indietro fino all'epoca arcaica, attribuendo a Pitagora l'ammissione di un suo personale retaggio culturale nei confronti degli Ebrei. È, questa, una tradizione che si ritrova nel padre della Chiesa Origene (II-III secolo d.C.), attraverso Numenio di Apamea (II secolo d.C.): Origene fa riferimento al perduto primo libro di Ermippo di Smirne (III secolo a.C.) (Sui Legislatori), in cui veniva affermata una diretta ascendenza ebraica del pitagorismo e un suo esplicito debito nei confronti della cultura ebraica.

#### Teopompo di Chio e Teodette
La Lettera di Aristea, celebre e discusso scritto apologetico, dà invece conto di due autori del IV secolo a.C., Teopompo di Chio e Teodette, che tentarono di incorporare nei loro scritti alcuni passi tratti dalle sacre leggi degli Ebrei.

#### Ecateo di Abdera
Origene, nel passo precedentemente citato, fa menzione di una storia dei Giudei di Ecateo di Abdera, all'epoca esistente ma per noi ora perduta: lo storico vi esprimeva il suo profondo apprezzamento per la saggezza del popolo ebraico. Si sa che in esso Ecateo si appellava a Sofocle e a una sua affermazione sull'unicità del Creatore e un'altra sua affermazione, anch'essa monoteista, sulla follia insita nel culto rivolto alle rappresentazioni divine.
Le dimostrazioni di apprezzamento di Ecateo erano così intense da indurre Filone di Biblo, autore anch'egli di un'opera sugli Ebrei, a dubitare della paternità dell'opera o a supporre che Ecateo si fosse a tal punto lasciato prendere dalle ragioni dei Giudei, da averne abbracciato la dottrina e il sistema di pensiero. Va segnalato che i dubbi di Filone Erennio sull'autenticità del libro di Ecateo non sono risolti e sono accolti da alcuni studiosi, come il teologo protestante Emil Schürer (1844-1910), i quali considerano alcuni scritti, inclusa peraltro la Lettera di Aristea, come opera di scrittori ebrei che agivano con mascherati intenti apologetici e propagandistici.

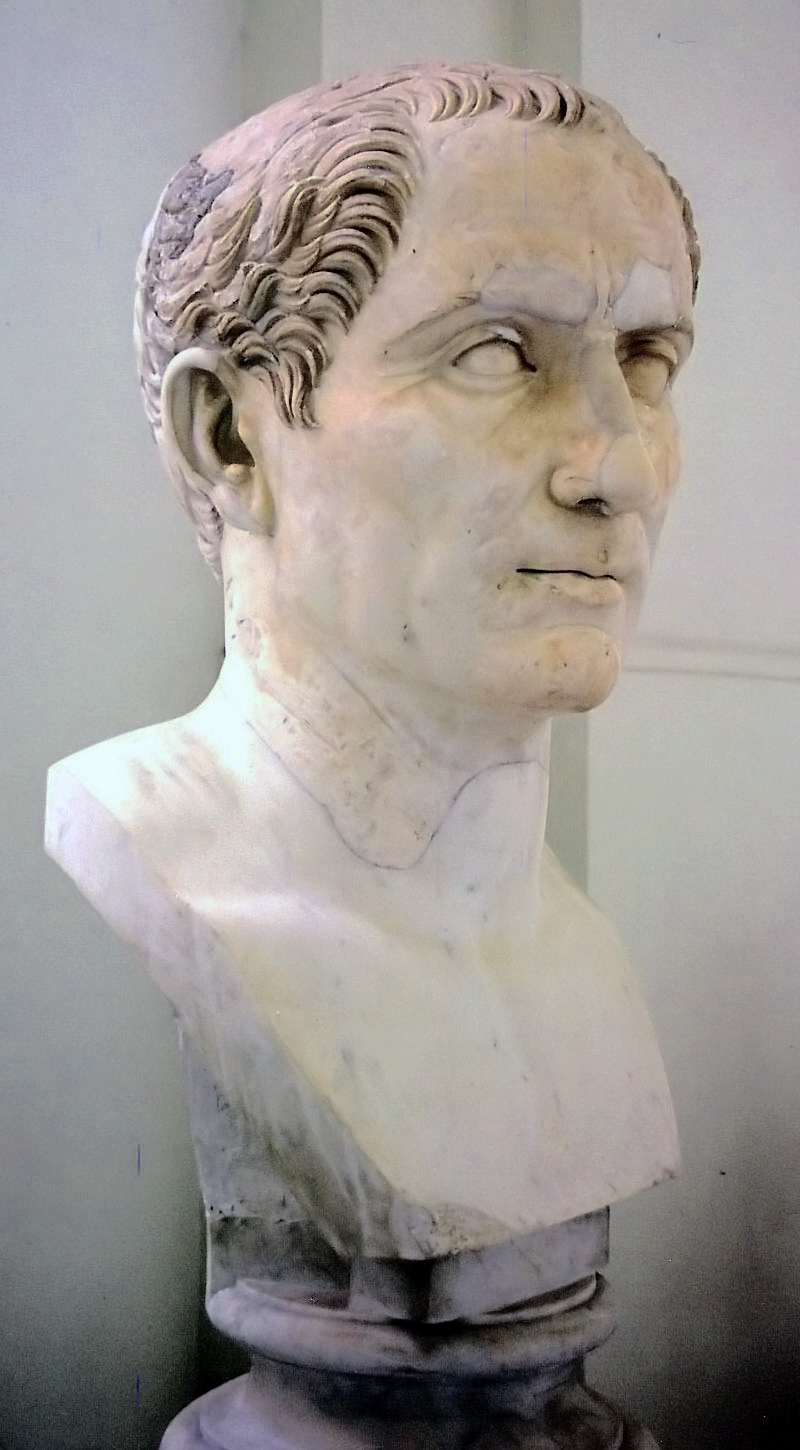
Giulio Cesare, di cui erano noti gli atteggiamenti filosemiti.

#### Età ellenistica
Nonostante queste tradizioni, si può affermare che in epoca pre-ellenistica, l'atteggiamento dell'intellettualità dell'antica Grecia nei confronti del mondo ebreo fosse improntato a una sostanziale indifferenza. Ma da questa iniziale indifferenza si andrà affermando, tra gli scrittori e gli intellettuali greci del IV secolo a.C., un atteggiamento e un clima di aperta simpatia. Nella fondazione di Alessandria come polis, Alessandro Magno ne favorì la vocazione cosmopolita, pianificando che, accanto a liberi cittadini greci e macedoni, coesistessero altre etnie, tra cui gli ebrei, i siriani e gli egiziani, con relativo riconoscimento di diritti politici.
Il clima inizierà a mutare solo verso la fine del secolo successivo, quando alla precedente simpatia andrà a sostituirsi una forma di ironia, se non il serpeggiare di una vera e propria ostilità, di cui troviamo testimonianza nell'accoglimento di insinuazioni come quella riportata da Mnasea Patrense sull'onolatria, il culto di una testa d'asino in oro nel Tempio di Gerusalemme.

### Antica Roma
Nell'antica Roma è inoltre nota l'«apertura senza remore» e l'atteggiamento di favore espresso da Giulio Cesare. Egli, pur essendo la massima autorità religiosa (pontifex maximus) dal 63 a.C., agì politicamente con mente scevra da pregiudizi, spinto da curiosità intellettuale, e certamente in controtendenza rispetto alla sensibilità che poteva esprimere il "romano medio". L'atteggiamento di Cesare si concretizzò in una serie di decreti favorevoli che furono incisi su epigrafi in latino, ma anche in greco, e che furono oggetto di affissione a Roma sul Campidoglio o in altre città. Si costituì una «carta dei privilegi», che fu perfino estesa da Augusto, e che, in epoche successive, diede titolo agli Ebrei a farvi appello. Un atteggiamento filosemita, come forma di contrasto al cristianesimo, fu manifestato dall'imperatore Giuliano, che pensò di far ricostruire il Tempio di Gerusalemme distrutto da Tito nel 70.

### Medio Evo

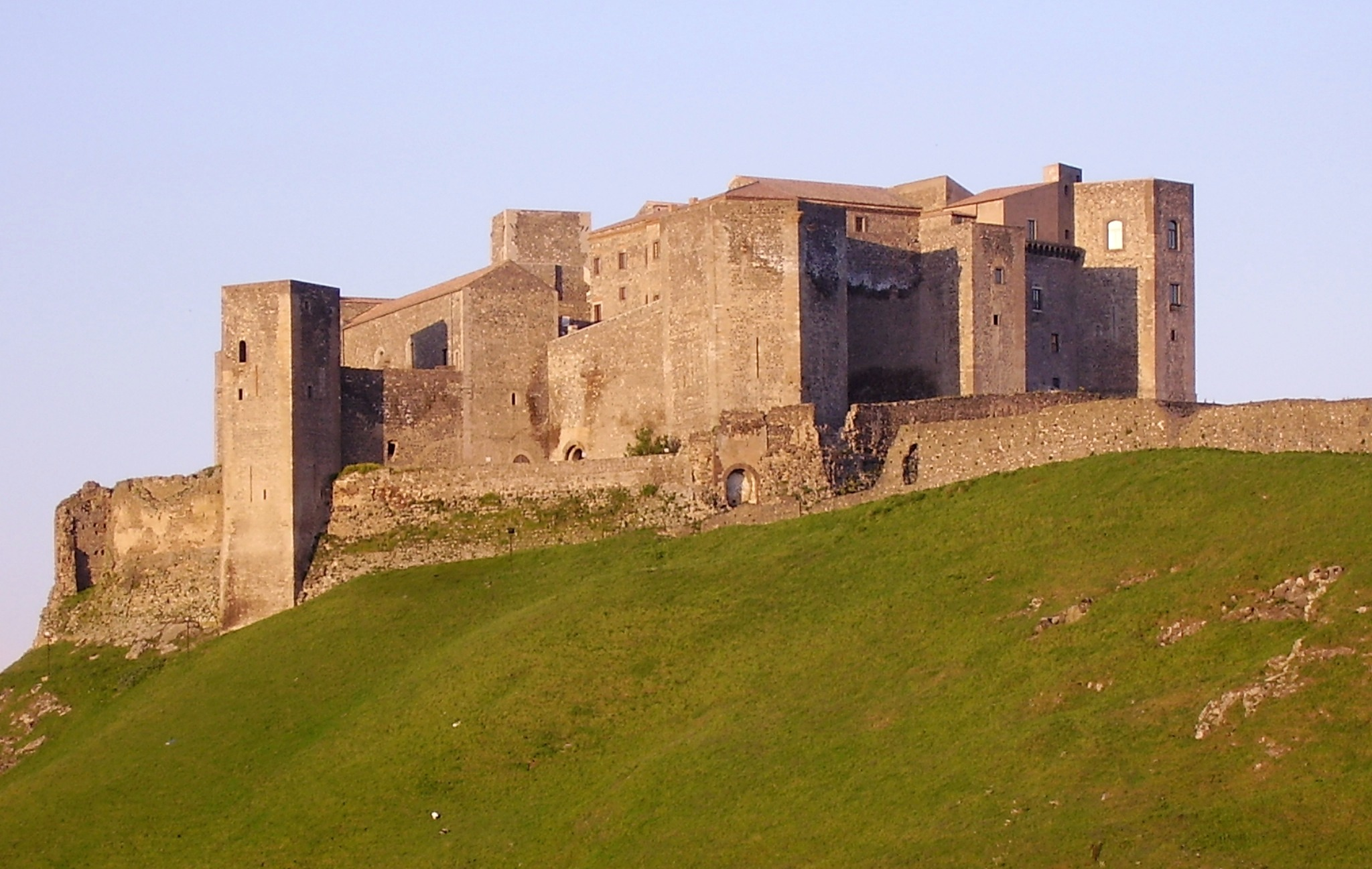
Il castello di Melfi dove Federico II redasse il Liber Augustalis.

Altra figura emblematica di tale fenomeno è quella di Federico II di Svevia che accordò dapprima una particolare protezione alla colonia ebraica di Trani, centro artigianale della seta, già destinataria di trattamenti di favore dagli ultimi re normanni e da Enrico VI. In seguito, nel 1231, a Melfi, estese il trattamento favorevole a tutto il Regno di Sicilia raccogliendo, nel Liber Augustalis (Costituzioni melfitane), una serie di disposizioni, normanne e sveve, favorevoli agli Ebrei: questi ultimi furono posti sotto la diretta protezione del sovrano e venivano parificati ai gentili per quanto riguarda il diritto di difesa e la possibilità di procedere in giudizio; venne rimossa anche la preclusione alla pratica del prestito in denaro, purché non fosse preteso un saggio di interesse superiore al 10%. Quest'ultima norma, in particolare, soprattutto nella successiva età della dominazione angioina, aprì la strada alla penetrazione, nella comunità ebraica di Napoli, di banchieri e uomini d'affari provenienti da Pisa e dalla Provenza e da altri luoghi.

### Epoca moderna e contemporanea

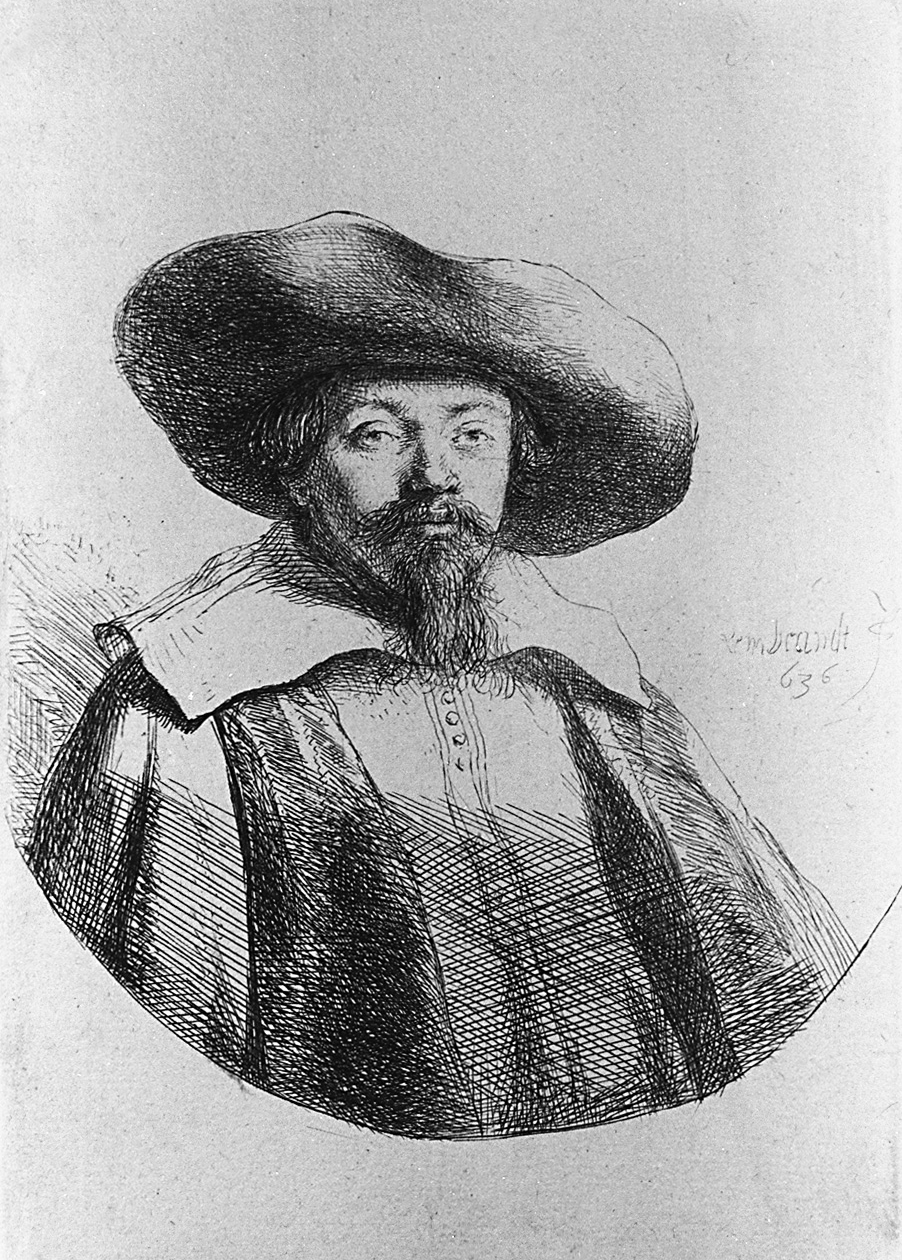
Ritratto presunto di Menasseh Ben Israel. Rembrandt, acquaforte.

Il filosemitismo ebbe una grossa diffusione in epoca moderna, tra il XVI e il XVII secolo, soprattutto in città come Amsterdam e Amburgo o nazioni come l'Inghilterra, dove fu determinato da diversi fattori locali. Nelle due città anseatiche fu favorito dalla contiguità con i transfughi marrani provenienti dalla Spagna e dal Portogallo, che beneficiarono di varie concessioni.
In Inghilterra, dove ebbe una grande importanza storica, si avvantaggiò della mediazione, presso Oliver Cromwell, della rilevante figura del mistico ebraico Menasseh Ben Israel, il quale, in un'ottica che si intersecava con le attese messianiche, intendeva favorire il rientro degli Ebrei in quel paese, ritenendolo una tappa fondamentale lungo il cammino del popolo della diaspora verso il suo destino messianico.
Si trattava quindi di manifestazioni diverse, ma che si iscrivevano tutte, comunque, in un generale movimento culturale, unico nell'Europa dell'epoca moderna, che, nel XVII secolo, ebbe un peso notevole nel favorire una nuova collocazione sociale ed economica delle comunità ebraiche all'interno della società europea.
In Francia l'Assemblea Nazionale Costituente rese gli ebrei legislativamente cittadini come gli altri nel 1791. Particolarmente filosemiti furono Malesherbes (curatore dell'editto di tolleranza del 1787), Mirabeau, il vescovo costituzionale Henri Grégoire, Maximilien de Robespierre, Antoine Barnave. La politica filosemita fu continuata da Napoleone ed estesa ai territori satelliti della Francia imperiale nel 1806.
Nell'Impero austriaco la monarchia manifestò atteggiamenti filo-semiti. Basti ricordare la Patente di Tolleranza dell'imperatore Giuseppe II d'Asburgo (XVIII secolo), che, nel contesto della sua politica religiosa nota come giuseppinismo, concedeva agli Ebrei di Trieste, già residenti o di recente provenienza, di vivere al di fuori del Ghetto. Anche l'imperatore Francesco Giuseppe d'Asburgo (1848-1916) fu molto rispettoso verso gli Ebrei. Concesse pure titoli nobiliari a dieci Ebrei meritevoli, tanto che fu soprannominato dai cristiano-sociali e dagli antisemiti "der Judenkaiser", l'imperatore giudeo.

### XXI secolo
Nel XXI secolo il filo-semitismo ha assunto un particolare rilievo, divenendo oggetto di una serie di libri e articoli di giornale. La crescita del fenomeno è stato oggetto di varie reazioni all'interno delle comunità ebraiche: alcuni, ad esempio, accolgono con favore il fenomeno e pensano che esso possa portare gli Ebrei a una riconsiderazione della loro identità, secondo un punto di vista che è stato espresso da una rilevante pubblicazione ebraica di ispirazione liberale.